# Arctic Monkeys

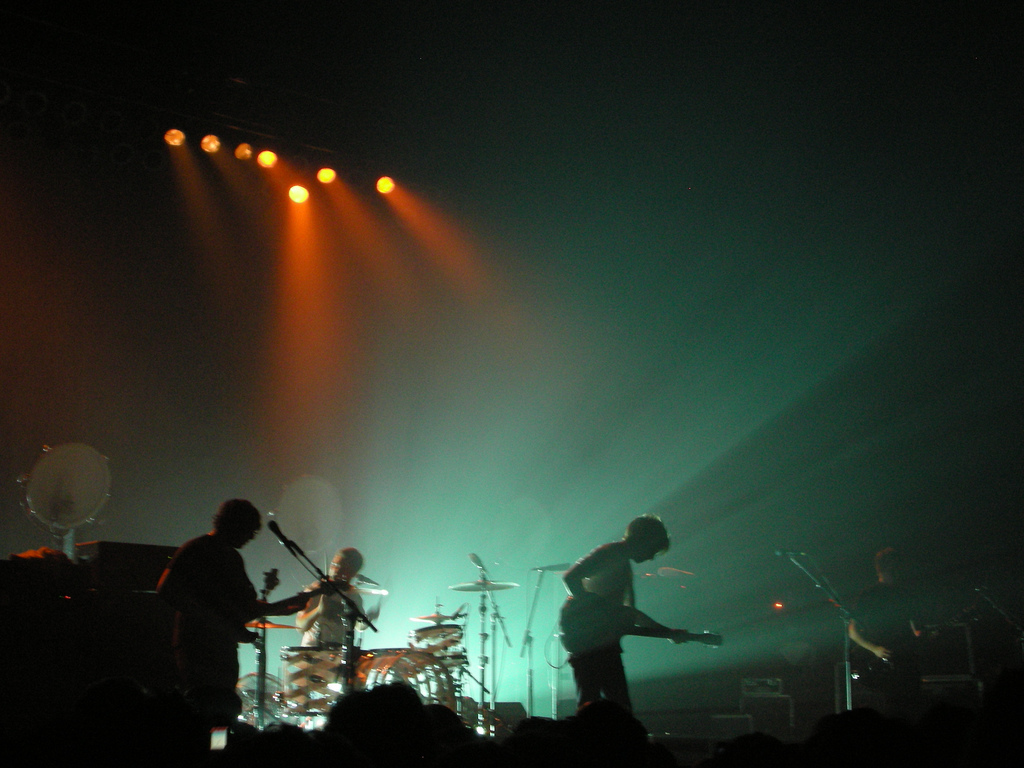
A banda se apresentando em 17 de setembro de 2007.

Arctic Monkeys é uma banda britânica de rock formada em 2002 nos subúrbios da cidade de Sheffield, na Inglaterra. O grupo é formado por Alex Turner (vocal, guitarra), Matt Helders (bateria, voz de apoio), Jamie Cook (guitarra) e Nick O'Malley (baixo, voz de apoio).
A banda é considerada uma das primeiras a ganhar atenção na internet, causando mudanças no cenário musical em como os grupos musicais pelo mundo promovem seu trabalho.
Seu primeiro álbum, Whatever People Say I Am, That's What I'm Not foi lançado em 2006 e foi aclamado pela crítica e se tronou o disco de estreia que vendeu mais rápido na história das paradas de sucesso britânicas e, em 2013, a revista Rolling Stone o nomeou como o 30º melhor álbum de todos os tempos.
Em 2007, lançou o segundo álbum de estúdio Favourite Worst Nightmare , também aclamado pela crítica e vencedor do prêmio de Melhor Álbum Britânico no Brit Awards de 2008. Em 2009, lançaram seu terceiro álbum, Humbug e em 2011 o quarto álbum, Suck It and See. Em 2013, alcançaram a popularidade mundial com o lançamento do álbum AM, que se tornou certificado de platina também nos Estados Unidos, emplacando hits como Do I Wanna Know? e R U Mine? e marcando o terceiro prêmio de Álbum do Ano no Brit Awards de 2014.
Após turnês de grande sucesso mundial e um breve hiato, a banda lançou em 2018 o álbum com maior mudança sonora e criativa da carreira, o Tranquility Base Hotel & Casino. Em 2022, a banda lançou seu sétimo album, The Car. 
Ao todo, o grupo venceu sete prêmios Brit Awards – incluindo a categoria "Melhor Grupo Britânico" e três de "Melhor Álbum Britânico" – e foram também nomeados para três Grammy Awards. Eles ainda venceram um Mercury Prize em 2006 com seu disco de estreia. A banda já foi headliner de vários festivais pelo mundo, incluindo o de Glastonbury, em 2007 e 2013.

## História

### 2001 - 2005: Formação da banda e primeiras músicas
Após ganharem suas guitarras no natal de 2001, os vizinhos Alex Turner e Jamie Cook montaram uma banda com seus amigos da escola, Andy Nicholson, que tocava baixo, e Matt Helders, que se tornou o baterista.
Sob o nome "Bang Bang", eles tocavam versões cover de bandas como Led Zeppelin e cantavam com sotaque de Sheffield. Após Alex assumir o vocal e a tarefa de escrever canções (ele na verdade já tinha algumas), eles mudaram o nome da banda para "Arctic Monkeys", tirado de um grupo do qual o pai do baterista Matt Helders fez parte nos anos 70. Segundo Turner, o nome foi passado de geração em geração, como uma receita.
Após alguns dos primeiros concertos, em 2003, eles começaram a gravar CD demos e distribuí-los para o público. Como a oferta era limitada, os fãs copiaram as canções e as disponibilizaram pela Internet. Até um perfil da banda no site MySpace foi criado, tudo sem que os próprios membros estivessem cientes. Graças a essa divulgação viral pela grande rede, logo não apenas os amigos, mas centenas de pessoas cantavam todas as letras nos concertos.
Em 2004, sua popularidade chamou a atenção da BBC Radio One e da imprensa britânica. Mark Bull, um fotógrafo amador local filmou uma apresentação ao vivo e fez o videoclipe para "Fake Tales Of San Francisco", lançando-o no seu site, juntamente com a coletânea Beneath The Boardwalk.
Em maio de 2005 a banda lançou seu primeiro EP, Five Minutes with Arctic Monkeys, com apenas 1500 cópias em CD e 2000 em vinil de 7", mas também disponível na iTunes Music Store. Em junho assinaram contrato com a Domino Records e logo depois, tocaram no Carling Stage, palco dos festivais de Reading e Leeds reservado para bandas menos conhecidas.

### 2006: Whatever People Say I Am, That's What I'm Not
Em outubro de , o primeiro lançamento pela Domino, "I Bet You Look Good on the Dancefloor", foi direto para o primeiro lugar nas vendas de compacto simples do Reino Unido, com 38.962 cópias. No mesmo mês, estamparam sua primeira capa da revista New Musical Express. 

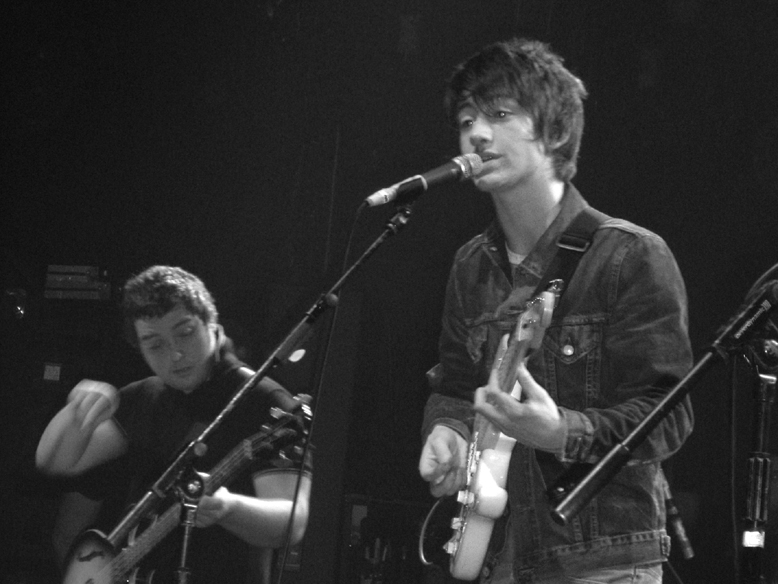
A banda em concerto, 2006.

O segundo compacto simples, "When The Sun Goes Down", saiu em 6 de janeiro de 2006 e vendeu 38.922 cópias, novamente alcançando o topo das vendas.
Mesmo com o vazamento na Internet e o intenso compartilhamento de arquivos, o álbum de estréia Whatever People Say I Am, That's What I'm Not, lançado em 2006, alcançou cifras recordes de venda. As 120 mil cópias no Reino Unido só no primeiro dia ultrapassavam a soma de todos os outros álbuns do "top 20" do país nessa data, e a primeira semana foi fechada como 363.735 cópias. No mês seguinte, o álbum foi lançado nos Estados Unidos e alcançou o Top 30 da Billboard 200, com mais de 30 mil cópias vendidas.
Sem deixar a poeira baixar, em abril de 2006 lançaram um EP com cinco faixas, Who the Fuck Are Arctic Monkeys?. Apesar das altas vendas, o linguajar sujo das canções resultou em baixas execuções no rádio, o que não incomodou a banda. Logo após o lançamento do EP, a banda apresentou um novo baixista, Nick O'Malley. Inicialmente, Nick apenas substituiria Andy na turnê pelos Estados Unidos, mas depois foi anunciado que ele tinha deixado a banda em definitivo.
Em agosto, lançaram "Leave Before The Lights Come On", o primeiro compacto simples a não alcançar o primeiro lugar de vendas. Pouco depois, o álbum Whatever People Say I Am, That's What I'm Not ganhou o Mercury Music Prize, deixando para trás álbuns como The Eraser de Thom Yorke, The Back Room dos Editors e Black Holes and Revelations dos Muse.

### 2007: Favourite Worst Nightmare
Em abril de 2007 lançaram o seu segundo álbum, Favourite Worst Nightmare, o qual no dia 29 do mesmo mês já apareceu na primeira posição nas paradas britânicas e com todas suas faixas entre as 200 mais populares do Reino Unido.  Deste álbum surgiram três singles, "Brianstorm", lançado em abril, "Fluorescent Adolescent", em julho e "Teddy Picker" em dezembro, encerrando a digressão do álbum. 
Em sua primeira semana de lançamento, o álbum vendeu 227.993 cópias, indo direto para o número um na parada de álbuns do Reino Unido. As vendas do primeiro dia de Favorite Worst Nightmare de 85.000 venderam mais do que o resto do Top 20 combinado, enquanto todas as doze faixas do álbum entraram no top 200 do UK Singles Chart . Em setembro de 2013, o álbum já havia vendido 821.128 cópias no Reino Unido sendo 3x certificado de platina. Nos EUA, o álbum estreou na sétima posição, vendendo cerca de 44.000 cópias na primeira semana.
A banda foi headliner do Festival de Glastonbury em Junho de 2007. De 28 a 29 de julho de 2007, a banda fez seu maior show até o momento, com dois shows esgotados no Old Trafford, com capacidade para 55.000 pessoas, em Manchester. Anunciados como sendo os 'mini-festivais' do próprio grupo, ambos os shows tiveram apresentações de apoio para Supergrass, The Coral, Amy Winehouse e a banda japonesa de tributo aos Beatles, The Parrots. Os shows foram aclamados como 'os shows de uma geração' pela NME e foram até comparados aos shows históricos do Oasis em Knebworth em 1996.

### 2008 - 2011: Humbug e Suck It And See
Em 2008, Alex Turner, o compositor e também vocalista da banda teve seu "caderninho" de músicas roubado, o que atrasou o início das gravações do terceiro álbum da banda. O vocalista conta que ao tentar lembrar das letras das músicas roubadas, ele acabava criando composições completamente novas, o que segundo o próprio, resultou em um trabalho único. 
No final do ano de 2008, já com alguns riffs de guitarra e as canções prontas, o grupo iniciou as gravações do terceiro álbum. Contando com a produção de James Ford, que já havia trabalhado com Alex em The Age of the Understatement do The Last Shadow Puppets e de Josh Homme, muito procurado para produzir trabalhos de diversas bandas e também vocalista do Queens of The Stone Age, a banda gravou Humbug que foi lançado em 19 de agosto de 2009 no Japão, 21 de agosto no Brasil, Irlanda, Australia e Alemanha, dia 24 no Reino Unido e dia 25 nos Estados Unidos. 
Conforme anunciado no site do Arctic Monkeys, o primeiro single de Humbug foi "Crying Lightning", lançado em 6 de julho. Também recebeu sua primeira estreia nas rádios no mesmo dia. O segundo single, "Cornerstone", foi lançado em 16 de novembro de 2009. Foi anunciado em fevereiro de 2010 que o terceiro e último single retirado de Humbug seria "My Propeller", lançado em 22 de março. 
Pouco antes do lançamento do novo single, a banda fez um show único no Reino Unido no Royal Albert Hall em apoio ao Teenage Cancer Trust em 27 de março. A banda iniciou a primeira etapa da Humbug Tour em janeiro de 2009 e foi a atração principal dos Festivais de Reading e Leeds em 2009.
Em maio de 2011, a NME informou que a banda estava se unindo ao produtor James Ford mais uma vez e lançaria seu quarto álbum de estúdio no final da primavera do hemisfério norte. A revista Q informou que o quarto álbum do Arctic Monkeys seria em um estilo mais "Vintage" e mais pop em relação ao album anterior, Humbug. O álbum foi gravado no Sound City Studios em Los Angeles em 2010 e 2011.  Em 4 de março de 2011, a banda estreou em seu site uma nova faixa chamada "Brick by Brick" com vocais de Matt Helders. Helders explicou que este não é um single, apenas uma amostra do que está por vir e que estará no quarto álbum. Em 6 de junho de 2011 a banda lançou seu quarto álbum de estúdio intitulado Suck It and See, que vendeu mais de 100 mil cópias no Reino Unido.
O primeiro single do quarto álbum, intitulado "Don't Sit Down 'Cause I've Moved Your Chair" foi lançado como download digital em 12 de abril e em vinil com "Brick by Brick".

### 2012 - 2014: AM, popularidade mundial e hiato
Em 26 de fevereiro de 2012, em meio a rumores da gravação de um novo álbum, a banda lançou uma nova canção intitulada "R U Mine?" e em 18 de abril lançaram seu b-side, "Electricity". Ainda em 2012, a banda foi convidada pelo duo americano The Black Keys para abrir os shows da turnê do álbum El Camino nos Estados Unidos. Em 28 de julho, o Arctic Monkeys tocou na cerimônia de abertura dos Jogos Olímpicos de Londres de 2012, e desde então seu cover da música "Come Together", dos Beatles, disparou nas paradas britânicas, bem como seu álbum de estreia, Whatever People Say I Am, That's What I'm Not, atingindo o topo de vendas seis anos após seu lançamento. 

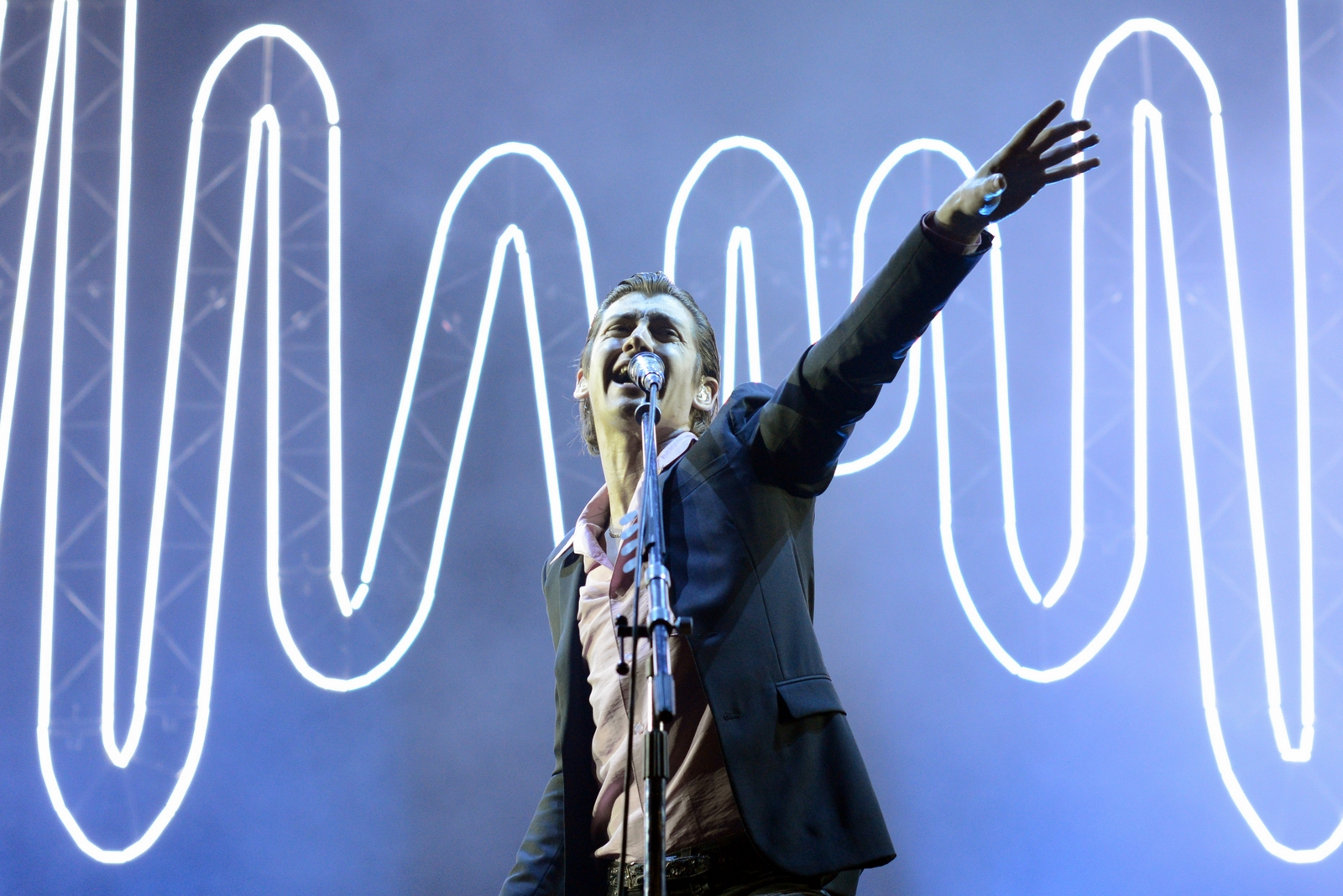
Alex Turner se apresentando no Rio de Janeiro, Brasil, em 15 de novembro de 2014.

Em 9 de setembro de 2013, o álbum intitulado AM foi lançado. O segundo single deste disco foi a canção "Do I Wanna Know?", lançada em 18 de junho do mesmo ano. O álbum foi gravado em Rancho de la Luna em Joshua Tree, Califórnia e conta com participações especiais de Josh Homme do Queens of the Stone Age, do baterista de Elvis Costello, Pete Thomas, e Bill Ryder-Jones do Coral. Além disso, em 27 de junho, a banda anunciou uma turnê de oito datas no Reino Unido, culminando com um show de boas-vindas na Motorpoint Arena Sheffield. A banda tocou no Festival de Festival de Glastonbury de 2013, em 28 de junho como atração principal. Após o lançamento de AM em 9 de setembro de 2013, o álbum estreou em primeiro lugar nas paradas de álbuns do Reino Unido, vendendo mais de 157.000 cópias em sua primeira semana. Como resultado, Arctic Monkeys fez história como a primeira banda independente com cinco álbuns consecutivos em primeiro lugar no Reino Unido.  Nos Estados Unidos, o álbum vendeu 42.000 cópias em sua primeira semana e estreou em sexto lugar na parada Billboard 200, tornando-se o álbum de maior sucesso da banda nos Estados Unidos. Em agosto de 2017, AM foi certificado como platina pela RIAA por vender um milhão de cópias em solo americano.
AM recebeu aclamação do público e crítica, recebendo uma pontuação número 81, no Metacritic, baseado em 36 avaliações dos críticos, e 86 na avaliação do público.  Em 19 de Fevereiro de 2014, o Arctic Monkeys ficou com os prêmios de melhor grupo e melhor disco do ano, com o AM, no Brit Awards. A banda seguiu em uma grande turnê mundial, incluindo grandes festivais pelo mundo, como o Reading e Leeds, além de edições do Lollapalooza. Após os compromissos, a banda anunciou um hiato. 

### 2018 - 2020: Tranquility Base Hotel & Casino
Em abril de 2018, a banda anunciou o lançamento do seu sexto álbum de estúdio, intitulado Tranquility Base Hotel & Casino, lançado em 11 de maio daquele ano. O disco apresentou um enorme desvio estilístico em relação a discografia da banda, mas recebeu críticas geralmente positivas.

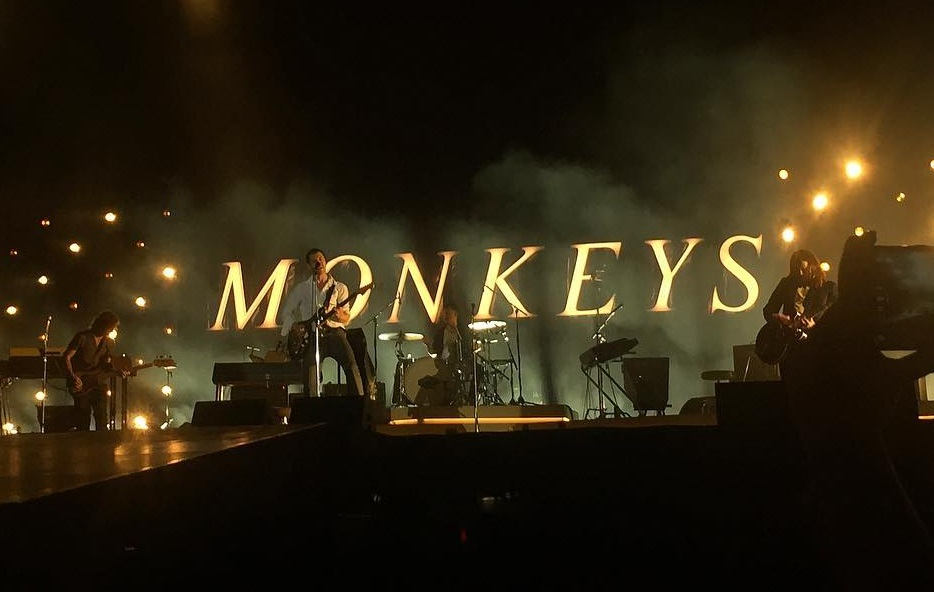
Arctic Monkeys em Budapest, 2018

Tornou-se a sexta estreia consecutiva da banda em primeiro lugar no Reino Unido e o disco de vinil mais vendido do país em 25 anos. Após o seu lançamento, o álbum foi promovido pelos singles "Four Out of Five" e "Tranquility Base Hotel & Casino". A Reflektor Magazine disse o seguinte sobre o álbum em uma crítica: "Depois de cinco anos de silêncio, os Arctic Monkeys fazem seu tão esperado retorno com o surpreendente e hipnótico Tranquility Base Hotel & Casino. Conseguindo evitar perfeitamente a forma de se repetir. Este novo álbum surge como uma reinvenção surpreendente, uma viagem sinuosa e intrigante para além dos territórios conhecidos. Assim como a humanidade pisou pela primeira vez na Lua no local da 'base Tranquility', os Arctic Monkeys desembarcam num universo desconhecido no qual revelam um novo, aspecto inesperado de si mesmos.
O álbum também apareceu em várias listas de melhores do ano. Como a da Q Magazine e Kitty Empire of The Observer nomeando-o o melhor álbum de 2018. Publicações incluindo NME, The Independent e Mojo também listaram Tranquility Base Hotel & Casino como o segundo melhor álbum do ano.
Um álbum ao vivo da Tranquility Base Hotel & Casino Tour 2018 no Royal Albert Hall foi lançado em 4 de dezembro de 2020.
Este álbum teve influências do compositor e cantor brasileiro, Lô Borges, do movimento musical Clube da Esquina. Segundo Alex Turner, houve inspiração na faixa Aos Barões, presente no Disco do Tênis, que foi produzido logo após o Clube da Esquina (álbum).

### 2022 - Presente: The Car
O sucessor de Tranquility Base Hotel & Casino foi anunciado em agosto de 2022, intitulado The Car, o álbum conta com 10 faixas gravadas entre 2019 e 2020 no Butley Priory em Suffolk, RAK Studios em Londres e La Frette em Paris. Tendo como primeiro single deste disco a música "There'd Better Be A Mirrorball", lançada no dia 29 de agosto.

## Influências
A banda cita como influência grupos como Oasis, The Strokes e Queens of the Stone Age. Em entrevista para a Pitchfork, Alex Turner diz ter impersonado o Oasis em apresentações na escola, juntamente com Matt Helders. "Matt e alguns amigos colocaram (What's the Story) Morning Glory? e nós 'tocamos' com raquetes de tênis, fingindo ser o Oasis." Ainda sobre o Oasis, Turner diz que "com eles, é a atitude, como se resistissem contra todas as outras coisas que acontecem no mundo da música. Não sei se dá pra entender isso completamente... é como um impulso, certo? Principalmente quando se é tão jovem, você não raciocina, apenas pensa "isso é demais".
Sobre os Strokes, Turner afirma que a banda o fez mudar completamente sua perspectiva das coisas, e foi responsável por introduzi-los a vários outros artistas. O Arctic Monkeys também fazia muitos covers dos Strokes durante o início de sua carreira.
Helders aponta o Queens of the Stone Age como a maior influência no seu desenvolvimento como baterista, dizendo: "A coisa que mais me marcou foi assistir ao Queens of the Stone Age em um festival... assim que eles saíram do palco, pensei: 'preciso começar a tocar mais pesado'."
Além dessas bandas, o Arctic Monkeys também cita como forte influência o rap e o hip hop. "Ganhei minha guitarra quando tinha 15 anos, mas eu não escutava muito rock na época. Tenho certeza que havia ótimas bandas, mas elas não chegavam até o nosso pequeno bairro a 20 minutos do centro de Sheffield. Nós gostávamos muito de ouvir Hip Hop", diz Turner. Matt Helders afirmou que o rap ainda o influencia na bateria, e também inspirou bastante Alex Turner liricamente em suas composições.
Outra grande influência que Turner cita para as letras da banda é o poeta inglês John Cooper Clarke, que o inspirou a compor sobre situações de seu cotidiano através de descrições detalhadas, algo muito presente nas letras do Arctic Monkeys. O poema de Clarke "Out of Control Fairground" foi impresso dentro do single Fluorescent Adolescent do Arctic Monkeys, lançado em 9 de julho de 2007, e foi escrito especialmente para o lançamento, tendo como inspiração a personagem da música. O clipe do single, que retrata uma briga entre palhaços, foi baseado no poema. Em 2013, o Arctic Monkeys incluiu em seu álbum AM o poema “I Wanna Be Yours” de Clarke, faixa que encerra seu quinto álbum de estúdio.

## Membros
Formação atual
- Alex Turner - guitarra e vocal (2002–presente)
- Jamie Cook - guitarra (2002–presente)
- Nick O'Malley - baixo e vocal de apoio (2006–presente)
- Matthew Helders - bateria e vocal de apoio (2002–presente)

Antigos membros
- Andy Nicholson – baixo (2002–2006)
- Glyn Jones – vocal, guitarra rítmica (2002)

Membros de turnê
- John Ashton – teclados, guitarra, vocal de apoio (2009–2011)
- Ben "Goldfingers" Parsons – teclados (2011–presente)
- Tom Rowley – teclados, guitarra, vocal de apoio (2013–presente)
- Tyler Parkford – piano, teclados (2018–presente)

## Discografia
Álbuns de estúdio
- Whatever People Say I Am, That's What I'm Not (2006)
- Favourite Worst Nightmare (2007)
- Humbug (2009)
- Suck It and See (2011)
- AM (2013)
- Tranquility Base Hotel & Casino (2018)
- The Car (2022)